# 5. Międzynarodowy Festiwal Filmowy w Wenecji
5. Międzynarodowy Festiwal Filmowy w Wenecji odbył się w dniach 10 sierpnia – 3 września 1937 roku. Specjalnie z myślą o festiwalu ukończono budowę nowego Palazzo del Cinema, gdzie odbywały się odtąd pokazy filmowe.
Jury pod przewodnictwem założyciela imprezy Giuseppe Volpiego przyznało nagrodę główną festiwalu, Puchar Mussoliniego za najlepszy film zagraniczny, francuskiemu obrazowi Karnet balowy w reżyserii Juliena Duviviera. Za najlepszy film włoski uznano Scypiona Afrykańskiego w reżyserii Carmine Gallone.